# احمد مصطفی (بازیکن فوتبال، زاده ۱۹۸۷)
احمد مصطفی (عربی: أحمد مصطفى؛ زادهٔ ۸ سپتامبر ۱۹۸۷) بازیکن فوتبال اهل مصر است.
از باشگاه‌هایی که در آن بازی کرده‌است می‌توان به باشگاه فوتبال انپی اشاره کرد.
وی همچنین در تیم ملی فوتبال تیم ملی فوتبال مصر بازی کرده‌است.